# Espressif Systems
 (janvier 2024).
Si vous disposez d'ouvrages ou d'articles de référence ou si vous connaissez des sites web de qualité traitant du thème abordé ici, merci de compléter l'article en donnant les références utiles à sa vérifiabilité et en les liant à la section « Notes et références ».
Espressif Systems (parfois appelé Espressif) est un fournisseur fabless de semi-conducteurs fondé en 2008.
L'entreprise a des bureaux en Chine, en République tchèque, en Inde, à Singapour et au Brésil
En juillet 2019, Espressif a fait son introduction en bourse sur le Sci-Tech Innovation Board (STAR) de la Bourse de Shanghai (SSE).
Espressif Systems est principalement connu pour la production de deux séries de microcontrôleurs, les ESP8266 (à partir de Mai 2014) et les ESP32 (à partir de Septembre 2016).